# Пит
Пит (от англ. pit — «яма») — единичное углубление на информационном рельефе компакт-диска, представляющем собой непрерывную спиральную дорожку, начинающуюся в большинстве случаев от центра и состоящую из последовательности углублений — питов (pits).
Промежутки между питами носят название lands.

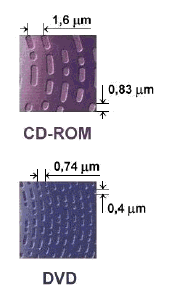

Глубина пита соответствует 1/4 длины волны лазера привода, таким образом отражённый от пита сигнал находится в противофазе отражённого от лэнда, что и позволяет детектировать переход между питом и лэндом (land). Момент перехода между питом и лэндом кодирует логическую единицу и образует часть EFM-паттерна, декодируемую впоследствии в стандартный байт (октет). EFM-паттерн для CD и DVD имеет различную длину и равны 14 и 16 бит соответственно.
На приложенной иллюстрации расстояние между дорожками приведено как константа. Фактически плотность дорожек (track pitch) может быть изменена, как правило, в меньшую сторону, что позволит разместить большее количество данных на носителе.